# 킨더 조이
킨더 조이(Kinder Joy)는 이탈리아의 다국적 제과 회사 페레로가 생산하는 초콜릿 제품이다. 킨더 브랜드의 일부로, 킨더 서프라이즈의 베리에이션 상품이다. 킨더 조이는 2001년 이탈리아에서 처음 출시되었으며 현재 약 170개국에서 판매되고 있다. 남아용과 여아용으로 구분되어 있다.